# الوجهة:مشرحة!
حكايات الوجهة: مشرحة! هي عبارة عن مجموعة من 12 عملاً قصيرًا أنتجت عام 2004ن من تأليف كاتب الخيال الجنائي الأمريكي جيمس إلروي. ثمانية من القطع عبارة عن تقارير أو مقالات عن جرائم ليست خيالية كتبها إلروي في الأصل لمجلة (جي كيو)، وبعضا منها عبارة عن السيرة الذاتية للكاتب (انظر أيضًا مذكراته أماكني المظلمة). وتضمنت أيضًا ثلاثا من رواياته الجديدة و قصة قصيرة واحدة نُشرت سابقًا في (جي كيو): ("المشكلة التي أسببها"). يمكن العثور على أعمال (جي كيو) السابقة من إلروي في مجموعة (جريمة مموجة 1999).

## محتويات
- الجزء الأول: ثقافة الجريمة / مذكرات (بعض من الأعمال)
  - "كرات على الحائط"
  - "ستيفاني"
  - "شك خطير"
  - "حياتي كلص"
  - "د.ا"
  - "لقد حصلت على السلع"
  - "المشكلة التي أسببها"
- الجزء الثاني: ريك يحب دونا (بعض من الأعمال)
  - جهاد الغابة